# Robert A. Dahl

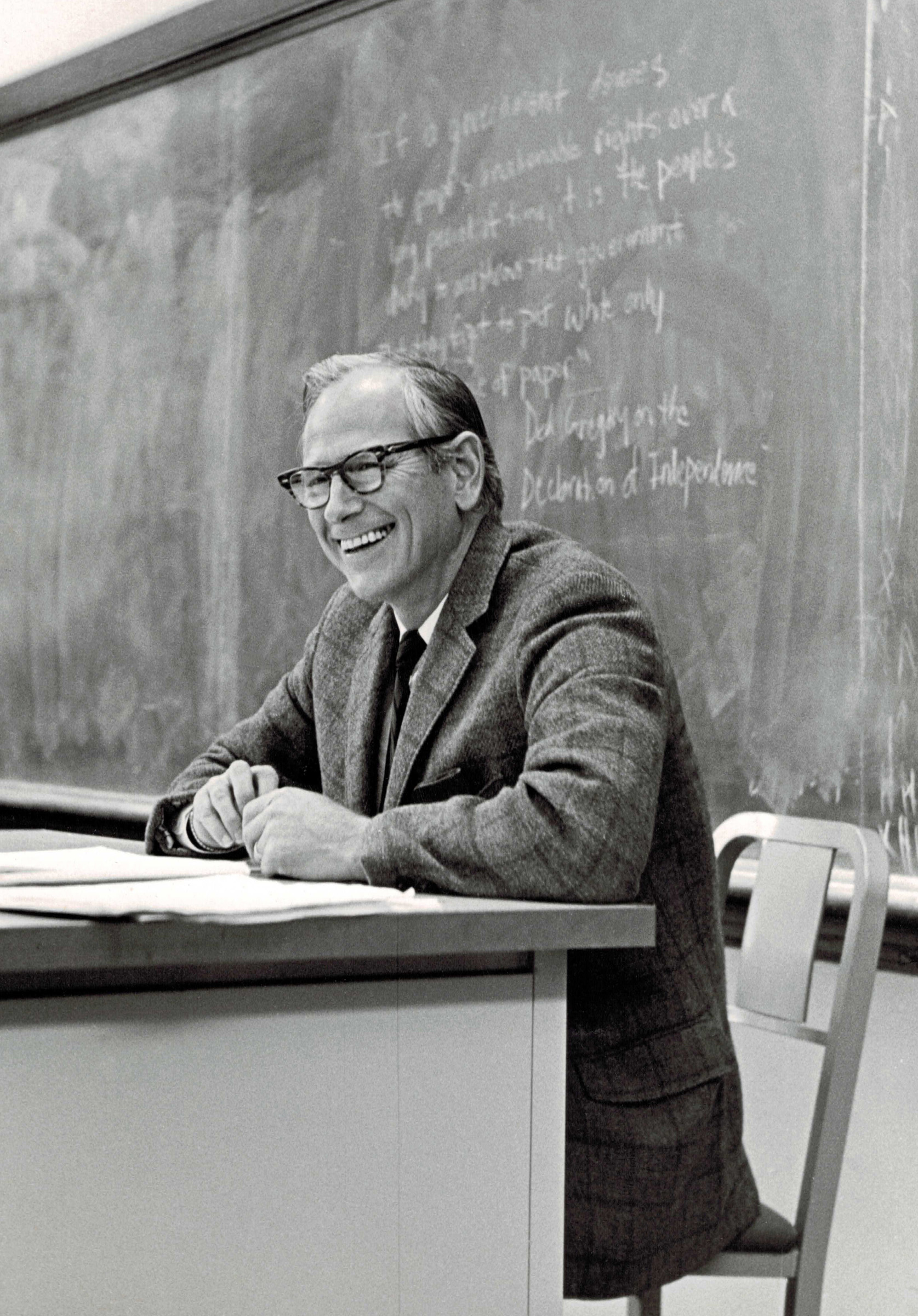
Robert Dahl

Robert Alan Dahl (7 tháng 12 năm 1915 – 5 tháng 2 năm 2014) là Giáo sư danh dự Sterling môn Khoa học Chính trị (Political Sciences) tại Đại học Yale, nơi ông nhận được bằng tiến sĩ khoa học chính trị năm 1940. Ông là Chủ tịch gần nhất của Hiệp hội Khoa học Chính trị Mỹ và một trong những nhà khoa học chính trị xuất sắc nhất ngày nay. Dahl thường được mô tả như là "Hiệu trưởng" của các nhà khoa học chính trị Mỹ. Ông giành được danh hiệu này là do các tác phẩm ông viết ra, do khả năng lãnh đạo phi thường đầy trí tuệ của ông đã trên toàn lĩnh vực, và cũng do các thành tựu nổi bật của các nhà khoa học chính trị học khác là học trò của ông. 

## Các khái niệm về ảnh hưởng
Ông là người đưa ra nhiều khái niệm mới trong khoa học chính trị. Một trong các khái niệm nổi tiếng nhất là định nghĩa hoàn chỉnh về khái niệm "quyền lực" (power) và các cụm từ khác nói về sự "ảnh hưởng":
1.Rational Persuasion, dạng hiền nhất của ảnh hưởng, có nghĩa là "nói sự thật và giải thích tại sao ai đó nên làm điều đó", giống như bác sĩ khuyên bạn nên dừng hút thuốc
2.Manipulative persuasion, a notch lower, means lying or misleading to get someone to do something.
3.Inducement still lower, means offering rewards or punishments to get someone to do something, i.e. like bribery.
4.Power threatens severe punishment, such as jail or loss of job.
5.Coercion is power with no way out; you have to do it.
6.Physical force – is backing up coercion with use or threat of bodily harm

## Dân chủ và đa cực
Trong cuốn sách "Dân chủ và bàn luận" (Democracy and its critics), ông làm rõ khái niệm của mình về dân chủ. Theo ông các nước hiện đại chưa có nước nào đạt được độ tuyệt đối về dân chủ. Dân chủ theo ông có năm tiêu chí:
- Tham gia hiệu quả (Effective participation) - Công dân phải có cơ hội đầy đủ và công bằng để đưa ra nguyện vọng của mình và đặt câu hỏi về hoạt động nhà nước và thể hiện các lý do tại sao lại mong muốn vậy.
- Công bằng trong bầu cử (Voting equality at the decisive stage) - Each citizen must be assured his or her judgments will be counted as equal in weights to the judgments of others.
- Hiểu biết (Enlightened understanding) - Citizens must enjoy ample and equal opportunities for discovering and affirming what choice would best serve their interests.
- Kiểm soát được kế hoạch hoạt động (Control of the agenda) - Demos or people must have the opportunity to decide what political matters actually are and what should be brought up for deliberation.
- Được tham gia bình đẳng (Inclusiveness) - Công bằng phải được đem tới mọi công dân trong một nước. Everyone has legitimate stake within the political process.

Ông đưa ra khái niệm "polyarchy", (Đa cực – Đa đảng – Đa nguyên).

## Các tác phẩm
Các tác phẩm nổi tiếng nhất của Dahl gồm:
- 1953 – Politics, Economics, and Welfare (với Charles E. Lindblom)
- 1956 – A Preface to Democratic Theory (xuất bản lần gần nhất năm 2006)
- 1957 – Decision-Making in a Democracy: The Supreme Court as a National Policy-Maker
- 1960 – Social science research on business: product and potential
- 1961 – Who Governs?: Democracy and Power in an American City
- 1963 – Modern Political Analysis
- 1966 – Political oppositions in Western Democracies
- 1968 – Pluralist democracy in the United States: conflict and consent
- 1970 – After the Revolution?: Authority in a good society
- 1971 – Polyarchy: Participation and Opposition
- 1973 – Size and Democracy (with Edward R. Tufte)
- 1983 – Dilemmas of Pluralist Democracy: Autonomy vs. Control
- 1985 – A Preface to Economic Democracy
- 1985 – Controlling Nuclear Weapons: Democracy versus Guardianship
- 1989 – Democracy and Its Critics
- 1997 – Toward Democracy - a Journey: Reflections, 1940-1997
- 1998 – On Democracy
- 2002 – How Democratic Is the American Constitution?
- 2003 – The Democracy Sourcebook. (An anthology edited by Robert A. Dahl, Ian Shapiro and José Antonio Cheibub)
- 2005 – After The Gold Rush
- 2006 – On Political Equality